# Hannah Eurlings
Hannah Eurlings (* 1. Januar 2003) ist eine belgische Fußballspielerin.

## Karriere

### Vereine
Eurlings begann in Lier beim dort ansässigen Koninklijken Lierse Sportkring mit dem Fußballspielen. 2017 veränderte sie sich nach Löwen, um dort für Oud-Heverlee Löwen zu spielen. Im April 2024 verlängerte sie ihren Vertrag bis 2026. Sie hatte in der Saison 2023/24 aufgrund eines Kreuzbandrisses nur sechs Einsätze, erzielte in diesen aber vier Tore.
Am 24. Juni 2025 wurde ihre Verpflichtung ab der kommenden Saison auf der Website des 1. FC Union Berlin offiziell.

### Nationalmannschaft
Im November 2017 lief Eurlings mit 14 Jahren erstmals für die U16-Nationalmannschaft auf. Im März 2018 nahm sie mit der U17-Nationalmannschaft an der zweiten Qualifikationsrunde zur U-17-Fußball-Europameisterschaft der Frauen 2018 teil, wo sie beim Turnier in den Niederlanden nur gegen Rumänien gewannen, wozu sie ihre ersten zwei Länderspieltore beisteuerte. Durch Niederlagen gegen Portugal und die Gastgeberinnen verpassten sie die Endrunde. Beim nächsten Versuch im September überstanden sie die erste Runde im Turnier in Portugal souverän mit drei Siegen. Die zweite Runde Ende März 2019 war dann aber wieder Endstation. Zwar konnten sie diesmal zwei Spiele gewinnen, durch eine Niederlage gegen die U17-Nationalmannschaft Österreichs wurde jedoch die Endrunde verpasst. Im Oktober unternahmen sie einen neuen Anlauf. Im Turnier in Bosnien und Herzegowina konnten sie zwar nur ein Spiel gewinnen, ein Remis und eine Niederlage aber verkraften, um die zweite Runde zu erreichen. Bei dieser sollten sie zunächst im März 2020 Heimrecht haben, sie wurde aber wegen der COVID-19-Pandemie zunächst in den September verschoben und dann wie auch die Endrunde abgesagt. Ihre letzten Spiele in dieser Altersklasse waren daher vier Freundschaftsspiele im Februar 2020.
Im November 2020 wurde sie dann für das letzte Länderspiel der A-Nationalmannschaft Belgiens in der Qualifikation zur EM 2022 nominiert. Sie wurde am 1. Dezember beim 4:0-Sieg gegen die Schweizer Nationalmannschaft, mit dem sich die Belgierinnen zum zweiten Mal für die Endrunde qualifizierten, in der Schlussminute eingewechselt.
In den ersten sechs Spielen der Qualifikation für die WM 2023 wurde sie je zweimal ein- und ausgewechselt. Beim 19:0-Rekordsieg am 25. November 2021 gegen die Nationalmannschaft Armeniens erzielte sie ihre ersten beiden Tore für die Red Flames. Der Sieg war nicht nur der höchste Sieg der Belgierinnen, sondern auch für fünf Tage der höchste Sieg einer europäischen Frauen-Nationalmannschaft, denn am 30. November gewannen die Engländerinnen mit 20:0 gegen die Nationalmannschaft Lettlands.
In der EM-Endrunde wurde sie in allen drei Gruppenspielen eingesetzt. Im Viertelfinale, das mit einer 0:1-Niederlage gegen die Nationalmannschaft Schwedens endete, wurde sie nicht berücksichtigt.
Nach der EM kam sie in den beiden letzten Gruppen-Spielen der Qualifikation für die WM 2023 zum Einsatz und qualifizierte sich mit ihrer Mannschaft für die Play-offs der Gruppenzweiten. Ihre Mannschaft scheiterte aber in der ersten Play-off-Runde durch eine 1:2-Niederlage gegen Portugal, bei der sie auf der Bank saß.
Da erstmals das Abschneiden bei der WM für die europäischen Teams nicht entscheidend für die Qualifikation für die Olympischen Spiele 2024 war, hatten die Belgierinnen noch die Chance sich über die UEFA Women’s Nations League 2023/24 für die Spiele in Paris zu qualifizieren. Die Belgierinnen konnten das erste Spiel daheim gegen Ex-Europameister Niederlande und später auch das Heimspiel gegen Europameister England gewinnen, gegen Schottland jedoch gab es nur Remis und die Auswärtsspiele gegen die Niederlande und England wurden verloren. Damit verpassten sie als Gruppendritte nicht nur das Final Four Turnier, bei dem um zwei Olympiatickets gespielt wurde, sondern mussten auch in die Relegation. Hier setzten sie sich aber mit zwei 5:1-Siegen gegen die Nationalmannschaft Ungarns durch, so dass sie in Liga A verblieben. Hannah kam einzig im ersten Spiel beim Sieg gegen die Niederlande zum Einsatz, musste aber nach einem Kreuzbandriss in der 35. Minute ausgewechselt werden. Die für sie eingewechselte Jassina Blom erzielte in der Nachspielzeit den 2:1-Siegtreffer.
In der für die Belgierinnen letztlich doch erfolgreich verlaufenen Qualifikation für die EM 2025 wurde sie aufgrund ihres Kreuzbandrisses nur in den vier Play-off-Spielen eingesetzt. Im Wettbewerb der Nations-League 2025 kam sie in den ersten vier Spielen ebenfalls zum Einsatz.
Am 11. Juni wurde sie für den EM-Kader nominiert. Sie kam in den ersten beiden Gruppenspielen zum Einsatz und schied mit der Mannschaft als Gruppendritte nach der Vorrunde aus. Bei der 2:6-Niederlage gegen Weltmeister Spanien erzielte sie das Tor zum zwischenzeitlichen 2:2-Ausgleich.